# Fernand M. Guelf
Fernand Mathias Guelf (* 26. April 1955 in Diekirch, Luxemburg) ist ein luxemburgischer Philosoph und Schriftsteller.
Guelf studierte Philosophie, Deutsche Literatur, Vergleichende Literaturwissenschaften und Geschichte. Er lebt in Berlin und Luxemburg, wo er zudem als Unternehmer tätig ist. Guelf interessieren neben den Auswirkungen einer globalisierten und urbanisierten Welt auf das Denken und Handeln der Menschen die Position des Individuums innerhalb der historischen Abläufe. Der Ausgangslage begegnet er mit einem Hinterfragen tradierter Analyseschemata und Wertvorstellungen. Guelf verfasst neben philosophischen auch literarische Werke, wobei die Grenze oft fließend ist.

## Stadtforschung
Guelfs Veröffentlichungen setzen sich zunächst mit den philosophischen und soziologischen Dimensionen der Urbanistik auseinander. Die Stichwortgeber für seine heterogene Darstellung in Stadtluft macht frei (2009) findet er in den Spuren, die Philosophie, Literatur und Kunst in unserem Denken hinterlassen haben.
In seiner Dissertation erarbeitet Guelf sukzessive Henri Lefebvres Thesen zur Urbanisierung und reiht sie in dessen philosophisches Werk ein. Die Diversität der Gedankengänge stellt  Guelf als einheitliche Theorie  dar. Seine Recherche behält als zentrale These zurück, dass die Stadt als Oeuvre, als sich ständig entwickelndes Gesamtkunstwerk zu verstehn ist. Den Ausdruck menschlicher Kreativität übernimmt Henri Lefebvre größtenteils aus den Pariser Manuskripten von Karl Marx. Kreativität interpretiert er im Sinne einer Philosophie der Praxis als Prozess schöpferischer Arbeit. Durch die sich in den 1980er und 1990er Jahren ankündigende Globalisierung und Digitalisierung hat die Entwicklung an Geradlinigkeit und Voraussehbarkeit verloren und steuert auf einen kritischen Wendepunkt zu.

## Essays
In dem Essay Fesseln der Zeit (2011) wird die Frage der Zeit zur menschlichen Identitätsfrage. Das essayistische Nebeneinander philosophischer und literarischer Positionen führt in ein Labyrinth, in dem die Zeit sich selbst als verlässliche Kategorie verliert.
...dichterisch wohnet der Mensch (2012) ist eine essayistische Bestandsaufnahme der Sprache als literarisches Medium, dem Guelf magisches Potential zuschreibt.

## Romane
In dem Roman Ich kann nur am Anfang oder am Ende der Welt leben (2013) die Suche des Individuums nach einem greifbaren, beherrschbaren Leben beschrieben. Der Protagonist erkennt, dass die Entwicklung der Menschheit alles andere als geradlinig verläuft. In den Extremen sucht er nach einer letzten Überlebenschance.
Auf der Suche nach Konrad (2014) gerät der Erzähler in das Berliner Leben am Eingang des zwanzigsten Jahrhunderts – eine Welt aus Künstlern, Lebemännern, Ganoven, Wissenschaft und Spiritismus. Dort trifft er unter anderem auf die Tänzerin Cécile, die ebenso geheimnisvoll ist wie ihre Entourage. Allesamt sind sie auf mysteriöse Weise mit Konrad, einem begnadeten Geschichtenerzähler, verbunden. Auf seiner Reise nach Paris erkennt der Erzähler, dass sich auf seiner Suche nicht nur die Zeitebenen verschieben, nicht nur das Immergleiche, sondern das Grauen in der Geschichte sich wiederholt.
Sage dem König (2015) „Sage dem König,  das schön gefügte Haus ist gefallen... die Quellen schweigen für immer, die Stimme verstummt.“ Der letzte Delphische Orakelspruch kündigte das Ende einer Epoche an und er steht in dem Roman am Eingang von Georg Steiners Suche nach einer Identität im digitalen Zeitalter.
Der Ausnahmezustand (2020) Leon fliegt an einem Wintermorgen nach Berlin. Zum gleichen Zeitpunkt will Eduard Berlin den Rücken kehren.
Ein terroristischer Anschlag am Flughafen Tegel bringt beide kurz zusammen. Leon wird Opfer des Anschlags und Eduard eignet sich dessen Papiere an. Mit der neuen Identität übernimmt er auch Leons Vergangenheit... und Amelie, die Leon im Darknet kennengelernt hat. Beide verbindet ein eigenartiges Verhältnis zum Tod. Der Ausnahmezustand stellt in Rückblenden und Einzelaufnahmen drei unterschiedliche Schicksale dar, die sich vor dem Hintergrund außergewöhnlicher Ereignisse und gesellschaftlicher Entwicklungen auf dramatische Weise annähern. Der Roman beschreibt eine paralysierte Gesellschaft, die handlungsunfähig einer fatalen Entwicklung ausgeliefert ist.

## Veröffentlichungen
- Stadtluft macht frei. Peter Lang, Frankfurt am Main 2009, ISBN 978-3-631-59030-0.
- Die urbane Revolution. Transcript, Bielefeld 2010, ISBN 978-3-8376-1511-1.
- La révolution urbaine. Henri Lefèbvres Philosophie der globalen Verstädterung. Dissertation, TU Berlin 2010
- Fesseln der Zeit. Passagen Verlag, Wien 2011, ISBN 978-3-85165-994-8.
- … dichterisch wohnet der Mensch. Passagen Verlag, Wien 2012, ISBN 978-3-7092-0047-6.
- Ich kann nur am Anfang oder am Ende der Welt leben. Passagen Verlag, Wien 2013, ISBN 978-3-7092-0092-6.
- Auf der Suche nach Konrad. Passagen Verlag, Wien 2014, ISBN 978-3-7092-0137-4.
- Sage dem König. Editions Phi, Luxemburg 2015, ISBN 978-99959-37-17-1.
- Der Ausnahmezustand. Passagen Verlag, Wien 2020, ISBN 978-3-7092-0406-1.
- Kreativität in der urbanen Gesellschaft. In: Von der Systemkritik zur gesellschaftlichen Transformation, Norderstedt 2010, ISBN 978-3-8391-8822-4.
- Die Illusion des Fortschritts. In: Perspectives on Henri Lefebvre. de Gruyter Oldenbourg, Berlin/Boston 2019, ISBN 978-3-11-049469-3.